# Лајман (Јужна Каролина)
Лајман (енгл. Lyman) град је у америчкој савезној држави Јужна Каролина.

## Демографија
По попису из 2010. године број становника је 3.243, што је 584 (22,0%) становника више него 2000. године.
| Група             | 2000.         | 2010.         |
| Белци             | 2.427 (91,3%) | 2.688 (82,9%) |
| Афроамериканци    | 162 (6,1%)    | 346 (10,7%)   |
| Азијати           | 7 (0,3%)      | 27 (0,8%)     |
| Хиспаноамериканци | 39 (1,5%)     | 121 (3,7%)    |
| Укупно            | 2.659         | 3.243         |